# Archilochus (geslacht)
Archilochus is een geslacht van vogels uit de familie kolibries en de geslachtengroep Mellisugini (bijkolibries). Het geslacht kent twee soorten:
- Archilochus alexandri  – Zwartkinkolibrie
- Archilochus colubris  – Robijnkeelkolibrie